# Atlasraket
USA's Atlasraket er kendt for at sende de første amerikanere i kredsløb. Missilet blev benævnt HGM-16, hvilket betød at det blev opsendt udenfor de nedgravede raketsiloer. Atlas blev udviklet til det amerikanske luftvåbens strategiske missilstyrker af Convair, der var en del af General Dynamics. I 1994 blev Convair solgt til McDonnell Douglas, kort før Boeing opslugte sidstnævnte. Atlasmissilets første succesrige prøveflyvning skete d. 17. dec. 1957.
Atlas er opkaldt efter titaniden Atlas, der bar himlen på sine skuldre i den græske mytologi.

## Halvanden trin
Førstetrinnet havde en Rocketdyne R-105 og to R-89-raketmotorer drevet af 110 tons RP-1 (raffineret petroleum) og flydende ilt. Førstetrinnet var en 22 m høj ballon-krop – tankvæggene af rustfast stål udgjorde den ydre skal på trinnet og var uden indre forstærkninger. Overtrykket i tanken holdt væggene udspilet, så de kunne bære den overliggende vægt. Under start opretholdt tankene overtrykket med kvælstof og efterhånden som tankene blev halvfyldte gjorde den tynde luft i højden det muligt at holde formen. Efter 135 sekunder var luftmodstanden svagere og R-89-motorerne blev bortkastet. Normalt bortkastes også tomme tanke, men ballon-kroppen var ikke så tung at det kunne betale sig. 140 sekunder efter slukker R-105-motoren. Atlas kunne fremføre et 3,7 Mt sprænghoved 12.100 km eller opsende 820 kg til et 185 km kredsløb.

## Mercury-Atlas
- 1959 – Big Joe 1, afprøvning af Mercurys varmeskjold.
- 1960 – MA-1, mislykket.
- 1961 – MA-2, suborbital flyvning af Mercury-fartøj
- 1961 – MA-3, mislykket.
- 1961 – MA-4, ubemandet Mercury-fartøj i ét kredsløb.
- 1961 – MA-5, chimpansen Enos i 2 kredsløb.
- 1962 – MA-6 Friendship 7, John Glenn i 3 kredsløb.
- 1962 – MA-7 Aurora 7, Scott Carpenter i 3 kredsløb.
- 1962 – MA-8 Sigma 7, Walter Schirra i 6 kredsløb.
- 1963 – MA-9 Faith 7, Gordon Cooper i 22 kredsløb.

## Atlas-Able
Vanguards 2.- og 3.-trin blev videreudviklet til Able-rakettrinnet til Thor-Able. Able blev også forsøgt opsendt med Atlasraketten men alle fem forsøg mislykkedes. Able var 8,3 m højt og vejede 2,5 tons. Aerojet AJ-10-raketmotoren anvendte salpetersyre og hydrazin i 115 sekunder og øverst var Altair-faststofraketten der brændte i 38 sek. Atlas-Able kunne sende 170 kg mod Månen.
- 1959 – Pioneer (P3), mislykket månesonde.
- 1960 – Pioneer (P30), mislykket månesonde.
- 1960 – Pioneer (P31), mislykket månesonde.

## Atlas-Agena
De amerikanske Convair B-58 Hustler bombefly skulle overflyve deres mål for at kaste deres brintbomber. Lockheed arbejdede på at påmontere en raketmotor på bomben, så B-58 kunne angribe fra sikker afstand. Bell 8048/8096-raketmotoren anvendte salpetersyre og hydrazin. Da B-58 blev nedprioriteret indbyggede Lockheed raketmotoren i Agena-rakettrinet. Agena var 7 m høj, vejede 6,8 tons og brændte i 265 sek. Agena var andettrin på Atlas-Agena og kunne opsende 850 kg til synkronbanen.
- 1961 – Ranger 1, mislykket månesonde.
- 1961 – Ranger 2, mislykket månesonde.
- 1962 – Ranger 3, mislykket månesonde.
- 1962 – Ranger 4, mislykket månesonde.
- 1962 – Mariner 1, mislykket venussonde.
- 1962 – Mariner 2, venussonde.
- 1962 – Ranger 5, mislykket månesonde.
- 1964 – Ranger 6, månesonde.
- 1964 – Ranger 7, månesonde.
- 1964 – Mariner 3, mislykket marssonde.
- 1964 – Mariner 4, marssonde.
- 1965 – Ranger 8, månesonde.
- 1965 – Ranger 9, månesonde.
- 1965 – Snapshot, amerikansk atomreaktor (SNAP-9A).
- 1965 – GATV-6 (Gemini Agena Target Vehicle), mislykket målsatellit til Gemini 6.
- 1966 – GATV-8, målsatellit til Gemini 8.
- 1966 – OAO-1 (Orbiting Astronomical Observatory), mislykket astronomisatellit.
- 1966 – GATV-9, mislykket målsatellit til Gemini 9.
- 1966 – ATDA (Augmented Target Docking Adapter), mislykket målsatellit til Gemini 9.
- 1966 – GATV-10, målsatellit til Gemini 10.
- 1966 – Lunar Orbiter 1, månekredser.
- 1966 – GATV-11, målsatellit til Gemini 11.
- 1966 – Lunar Orbiter 2, månekredser.
- 1966 – GATV-12, målsatellit til Gemini 12.
- 1967 – Lunar Orbiter 3, månekredser.
- 1967 – Lunar Orbiter 4, månekredser.
- 1967 – Mariner 5, venussonde.
- 1967 – Lunar Orbiter 5, månekredser.
- 1960-62 – elleve SAMOS (Satellite And Missile Observation Satellite) fotorekognosceringssatellitter.
- 1960-66 – tolv MIDAS (MIssile Defense Alarm System) varslingssatellitter.
- 1963-67 – otteogtredive KH-7 fotorekognosceringssatellitter.
- 1963-65 – seks Vela prøvesprængningsforbudsovervågningsdobbeltsatellitter.

## Atlas-Centaur
Convair udviklede det kraftige Centaur-rakettrin til at opsende tungere nyttelaster. Centaur er 9,6 m højt, vejer 16 tons og har to Pratt & Whitney RL-10-raketmotorer. Det brugte flydende ilt (−183 °C) og brint (−253 °C) og brændte i 470 sekunder. Centaur var andettrin på Atlas-Centaur og kunne opsende 1,9 tons til synkronbanen.
- 1964 – Surveyor-attrap.
- 1965 – Surveyor-attrap, mislykket.
- 1966 – Surveyor 1; månelander.
- 1966 – Surveyor 2; mislykket månelander.
- 1967 – Surveyor 3; månelander.
- 1967 – Surveyor 4; mislykket månelander.
- 1967 – Surveyor 5; månelander.
- 1967 – Surveyor 6; månelander.
- 1968 – Surveyor 7; månelander.
- 1968 – ATS-4 (Applications Technology Satellite); mislykket kommunikationssatellit.
- 1968 – OAO-2 (Orbiting Astronomical Observatory); røntgen-, IR- og UV-satellit.
- 1969 – Mariner 6; marssonde.
- 1969 – Mariner 7; marssonde.
- 1969 – ATS-5; kommunikationssatellit.
- 1970 – OAO-B; mislykket astronomisatellit.
- 1971 – Mariner 8; mislykket marskredser.
- 1971 – Mariner 9; marskredser.
- 1972 – Pioneer 10; jupitersonde.
- 1972 – OAO-3 Copernicus; UV-satellit.
- 1973 – Pioneer 11; jupiter- og saturnsonde.
- 1973 – Mariner 10; merkursonde.
- 1977 – HEAO-1 (High Energy Astronomical Observatory); røntgenteleskop.
- 1978 – Pioneer Venus Orbiter; venuskredser.
- 1978 – Pioneer Venus Multiprobe; venusatmosfæresonder.
- 1978 – HEAO-2 Einstein; røntgenteleskop.
- 1979 – HEAO-3; gammasatellit.

## Atlas I til III
NASA var overbevist om at rumfærgerne kunne opsende alle USA's satellitter og Atlas-produktionen blev indstillet. Efter Challengerulykken i 1986 var det klart at rumfærgen skulle suppleres med engangsraketter.
- Atlas I var en moderniseret Atlas-Centaur med en større raketnæse. Atlas I kunne opsende 2,2 tons til synkronbanen.
- Atlas II's førstetrin var 2,7 m højere end Atlas I's. LR-89- og LR-105-raketmotorerne var udskiftet til RS-56-motorer. Atlas II kunne opsende 2,8 tons til synkronbanen.
  - 1995 – SOHO (SOlar and Heliospheric Observatory), ESA's solobservatorium i L1.
  - 2000 – TDRS H (Tracking and Data Relay Satellite), NASA-kommunikationssatellit.
  - 2002 – TDRS I , NASA-kommunikationssatellit.
  - 2002 – TDRS J , NASA-kommunikationssatellit.
- Atlas III anvendte en Glusjko RD-180 dobbeltraketmotor i stedet for tre RS-56-motorer i et halvandettrin. Atlas III kunne opsende 4,5 tons til synkronbanen.
- Atlas IV fandtes kun på tegnebrættet.

## Atlas V
Atlas V har et førstetrin af en aluminiumslegering frem for de andre Atlasraketters ballonkrop af rustfast stål.
Førstetrinnet CCB (Common Core Booster) er 32,4 m højt og vejer 307 tons. Det har en Glusjko RD-180 drevet af petroleum og flydende ilt i 253 sekunder.

Andettrinnet er et Centaur-trin, 12,7 m højt og 22,8 tons tungt. Det har en eller to Pratt & Whitney RL-10A-4-motorer drevet af flydende ilt og brint i 894 sek (ved 1 motor). For at nå at kunne accelerere har Centaur-trinnet to motorer (Atlas Vxx2) til lave baner, mens de høje baner nøjes med en motor (Atlas Vxx1).

Raketnæsen, der beskytter nyttelasten, kan være 4 (Atlas V4xx) eller 5 m (V5xx) i diameter.

Atlas V4xx kan have fra nul (Atlas V40x) til tre (V43x) hjælperaketter mens Atlas V5xx kan udstyres med nul (V50x) til fem (V55x). Disse faststofraketter er 17,7 m høje, vejer 40,8 tons hver og brænder i 94 sek.

Atlas V Heavy har to CCB som hjælperaketter men startrampen er endnu ikke bygget.

Atlas V kan opsende fra 3,9 tons (V501) til 8,6 tons (V551) til synkronbanen (Heavy; 13,6 tons).
- 2005 – Mars Reconnaissance Orbiter; (Atlas V401) marskredser.
- 2006 – New Horizons + PAM rakettrin; (Atlas V551) plutosonde.
- 2009 – Lunar Reconnaissance Orbiter; (Atlas V401) månekredser.
- 2010 – Boeing X-37B; (Atlas V501) rumfly.
- 2011 – Curiosity; (Atlas V541) marsrobot.
- 2011 – Juno; (Atlas V551) jupiterkredser.